# ميتيليموماب
ميتيليموماب هو جسم مضاد وحيد النسيلة بشري كانت تجرى عليه التجارب السريرية لدراسة استخدامه في علاج تصلب الجلد الجهازي المنتشر لكنها ألغيت بسبب تفضيل فريسوليموماب الذي تطوره جنزايم.